# René Schoenenberger

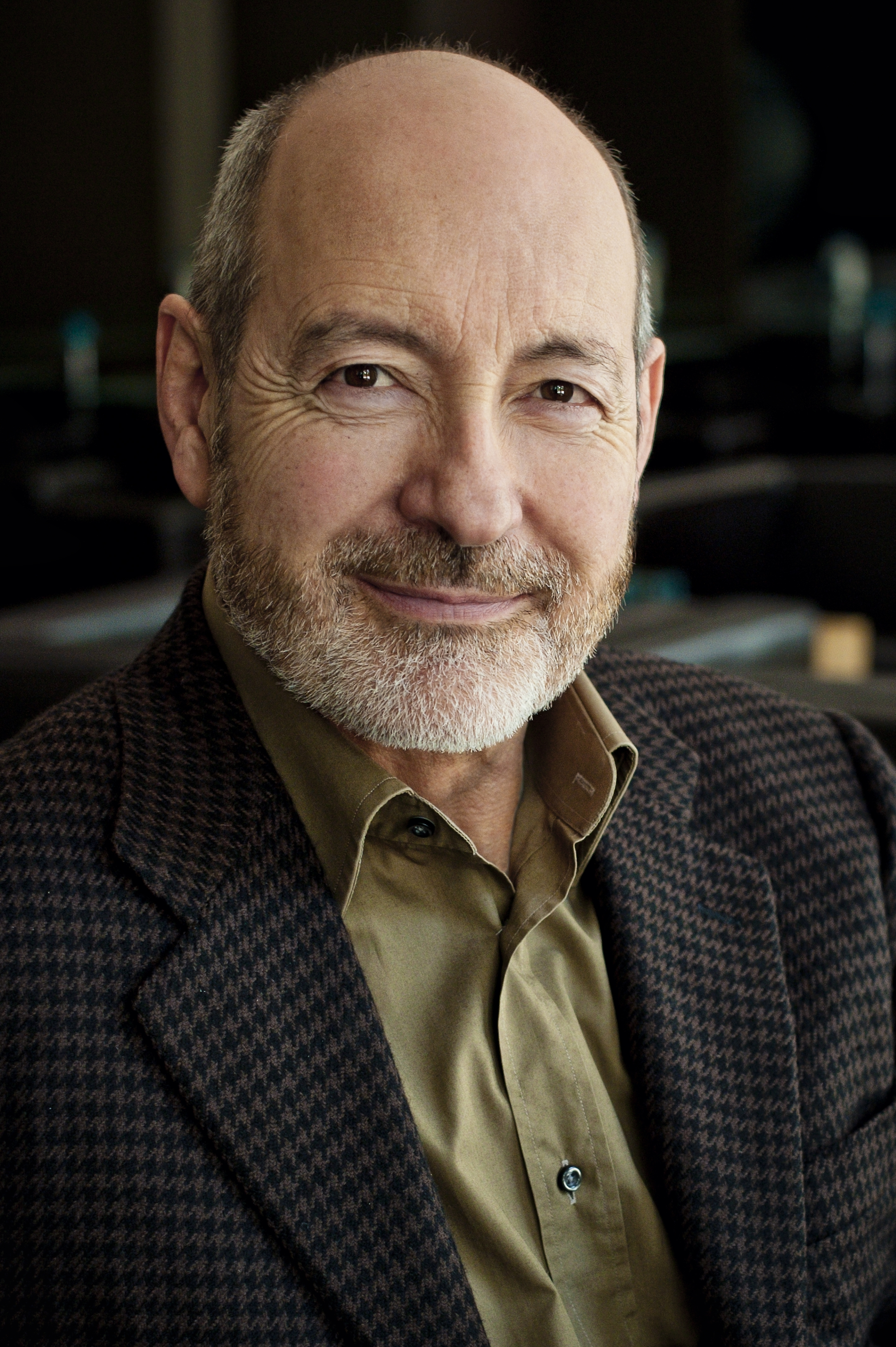
René Schoenenberger

René Schoenenberger (* 15. September 1946 in Wald ZH, Zürcher Oberland) ist ein Schweizer Schauspieler und Hörspielsprecher.

## Leben
René Schoenenberger wuchs im Zürcher Oberland auf, besuchte dort die Schule und trat schon in seiner Jugend mit seinem Puppentheater für die Dorfkinder auf. Noch während der Schulzeit fing er mit Theaterspielen an und nahm privat Unterricht bei Hannes Becher in Zürich. 1964 wurde er an der Otto-Falckenberg-Schule in München aufgenommen und studierte bei Ellen Mahlke und Gerd Brüdern. Während der Schauspielausbildung erhielt er bereits Engagements am Residenztheater und Theater der Jugend.
Sein erstes festes Engagement bekam Schoenenberger in Köln am Theater am Dom 1967/68. Es folgten Engagements ans: Schauspielhaus Zürich, Atelier Theater Bern, Stadttheater Würzburg, Städt. Bühnenen Dortmund, Freie Volksbühne Berlin, Neues Theater Hannover, Wuppertaler Bühnen, Theater am Turm Frankfurt, Theater am Neumarkt Zürich. Regisseure: Jürgen Flimm - Harry Buckwitz - Roger Blin - Günther Büch - Wolfgang Glück - Dietrich Hilsdorf - Augusto Boal - Helmut Palitsch - Felix Prader - Dieter Reible - Veit Relin - Werner Schroeter - Manfred Weckwerth usw.
Verschiedene Film- und Fernsehrollen folgten, u. a. bei Werner Schroeter in Eika Katappa (1969) und Salome (1971). Ein Publikumserfolg wurde Willst Du ewig Jungfrau bleiben? (1969). Der Film Fräulein von Stradonitz in memoriam (1973) erhielt das Prädikat „besonders wertvoll“ der Filmbewertungsstelle Wiesbaden. Des Weiteren hatte Schoenenberger viele Auftritte in deutschen und Schweizer TV-Serien. 2013 drehte er Der Rücktritt, die Geschichte vom Rücktritt des Bundespräsidenten Christian Wulff, in der Rolle als Lothar Hagebölling, dem Chef des Bundespräsidialamtes.
René Schoenenberger ist Mitglied der European Film Academy sowie der Deutschen Filmakademie.

## Filmografie
- 1969: Van de Velde: Das Leben zu zweit – Die Sexualität in der Ehe
- 1969: Eika Katappa
- 1969: Sie schreiben mit – Folge: Der Zeitungsverkäufer (Fernsehserie)
- 1971: Fräulein von Stradonitz in memoriam
- 1971: Narrenspiegel (Fernsehfilm)
- 1972: Pater Brown (Fernsehserie, Folge 5x11)
- 1974: Der kleine Doktor (Fernsehserie, Folge 1x04)
- 1978: Jean Christoph (Miniserie)
- 1983: Die flambierte Frau
- 1988: Brennende Betten
- 1989: The Prisoner of St. Petersburg
- 1990: Losberg (Fernsehserie)
- 1991: Isabelle Eberhardt
- 1991: Navarro (Fernsehserie, Folge 3x06)
- 1992: Am Ende der Nacht
- 1992: Die Tigerin
- 1992: Die Wahre Geschichte von Männern und Frauen
- 1992: SOKO 5113 (Fernsehserie, Folge 10x11)
- 1992–1993: Air Albatros (Fernsehserie)
- 1994: Der König (Fernsehserie, Folge 1x01)
- 1994: Imken, Anna und Maria oder Besuch in der Zone (Miniserie)
- 1994: Kommissar Rex (Fernsehserie, Folge 1x03)
- 1994: Polizeiruf 110: Samstags, wenn Krieg ist (Fernsehreihe)
- 1995: Eine Frau wird gejagt (Fernsehserie, Folge 1x11)
- 1995: Sonntags geöffnet (Fernsehserie)
- 1996: Stadtindianer (Fernsehserie, Folge 2x10)
- 1996: Verbrechen die Geschichte machten (Fernsehserie, Folge Rosemarie Nitribitt – Tod einer Edelhure)
- 1997: Der Mordsfilm (Fernsehreihe, Folge 1x05)
- 1997: Frauenarzt Dr. Markus Merthin (Fernsehserie, 3 Folgen)
- 1997: Kinderärztin Lea (Fernsehserie)
- 1997: Testfahrer (Fernsehfilm)
- 1997: Winterschläfer
- 1998: Todfeinde – Die falsche Entscheidung (Fernsehfilm)
- 1999: Im Namen des Gesetzes (Fernsehserie, Folge 4x13)
- 1999: Liebe ist stärker als der Tod (Fernsehfilm)
- 1999–2006: Lüthi und Blanc (Fernsehserie)
- 2000: Die Unberührbare
- 2000: Sullivans Banken (Kurzfilm)
- 2000, 2007: SOKO Leipzig (Fernsehserie, 2 Folgen)
- 2001: alphateam – Die Lebensretter im OP (Fernsehserie, Folge 6x15)
- 2001: Der letzte Zeuge (Fernsehserie, Folge 5x04)
- 2001: Familie und andere Glücksfälle (Fernsehfilm)
- 2002–2003: Herzschlag – Das Ärzteteam Nord (Fernsehserie, 35 Folgen)
- 2002: Alarm für Cobra 11 – Die Autobahnpolizei (Fernsehserie, Folge 11x05)
- 2002: Blond: Eva Blond!  (Fernsehserie, Folge 1x02)
- 2002: Zwei alte Gauner (Fernsehfilm)
- 2004: Das Kanzleramt (5-teilige-Doku-Serie)
- 2006: Das Geheimnis meines Vaters (Fernsehserie, 17 Folgen)
- 2006: Donna Roma (Miniserie)
- 2006: Liebe kommt selten allein (Fernsehfilm)
- 2006: Meine Mutter tanzend (Fernsehfilm)
- 2006: Tatort: Der schwedische Freund (Fernsehreihe)
- 2006: Tatort: Schlaflos in Weimar (Fernsehreihe)
- 2007: Unschuldig (Fernsehserie, Folge 1x03)
- 2008: Die Eisbombe (Fernsehfilm)
- 2008: Hindernisse des Herzens (Fernsehfilm)
- 2008: Küstenwache (Fernsehserie, Folge 12x23)
- 2009: Zwischen heute und morgen
- 2010: Rosamunde Pilcher: Wohin du auch gehst (Fernsehfilm)
- 2011: Go West – Freiheit um jeden Preis (Fernsehfilm)
- 2012: Heiter bis tödlich: Alles Klara (Fernsehserie, Folge 1x04)
- 2012: Der Kriminalist (Fernsehreihe, Folge 9x03)
- 2012: Unser Charly (Fernsehserie, Folge 16x17)
- 2013: Alles Chefsache (Fernsehfilm)
- 2013: Der Minister (Fernsehfilm)
- 2013: Der Weg zur Macht (Fernsehfilm)
- 2014: Keine Zeit für Träume (Fernsehfilm)
- 2014: Der Rücktritt (Fernsehfilm)
- 2015: Die Füchsin: Dunkle Fährte
- 2015: Der Staatsanwalt (Fernsehserie, Folge 10x07)
- 2016: Rosamunde Pilcher: Haustausch mit Hindernissen (Fernsehfilm)
- 2018: In aller Freundschaft (Fernsehserie, Folge 21x30)
- 2019: Kommissar Dupin – Bretonische Geheimnisse